# Ignatiy Nesterov
Ignatiy Mikhailovich Nesterov (oroszul: Игнатий Михайлович Нестеров (Ignatyij Mihajlovics Nyesztyerov); Taskent, Szovjetunió, 1983. június 20. –) orosz származású üzbég labdarúgó, a Lokomotiv Tashkent kapusa.

## Pályafutása

### Klubcsapatban
2001-ben kezdte profi pályafutását az FK Samarqand-Dinamo csapatában. 2002-ben a taskenti Paxtakorhoz igazolt. 2009 és 2014 közt a Bunyodkor tagja volt. Itt a 2002-ben a brazil válogatottat vb-címig vezető Luiz Felipe Scolari is edzője volt egy ideig. Korábbi csapattársa, a chilei csatár José Luis Villanueva szerette volna, ha kínai klubjához csatlakozik, de nem született megállapodás. 2014-ben visszatért szülővárosába a taskenti Lokomotivhoz.

### A válogatottban
2002-ben mutatkozott be az üzbég labdarúgó-válogatottban. Négy Ázsia-kupán is részt vett.